# Triple Crown
|  | For motorsportens Triple Crown, se Motorsportens Tripelkrone |
Triple Crown (fulde titel: Triple Crown of Thoroughbred Racing for at undgå forveksling med andre sportsgrene) består af tre løb for tre-års heste af racen engelsk fuldblod. At vinde alle tre anses for den største bedrift for en fuldblodshest. I de senere år er en Triple Crown blevet meget sjælden, da de fleste heste er specialiserede på en bestemt distance.
Begrebet stammer fra Storbritannien, hvor de tre løb, der skal vindes er:
1. 2,000 Guineas Stakes, 1 mile (1.609 m) på Newmarket Racecourse i Newmarket, Suffolk;
2. Epsom Derby, 1 mile 4 furlong og 10 yard (2.423 m) på Epsom Downs Racecourse i Epsom, Surrey;
3. St. Leger Stakes, 1 mile, 6 furlong og 132 yard (2.937 m) på Town Moor i Doncaster, Yorkshire.

## Triple Crown uden for Storbritannien
Triple Crown anvendes også om andre nationale galopløb i andre lande.

### Danmark
I Danmark består Triple Crown serien af
1. Dansk Derby
2. 2000 Guineas (Dansk Forårsløb)
3. Dansk St. Leger

Tre heste har vundet den dansk Triple Crown:
- Sunbeam, i 1939
- Asa Thor, i 1945
- Hallo, i 1946

Den danske Filly (hoppe) Triple Crown består af
1. Dansk Oaks
2. Marowinalob (Dansk 1000 Guineas)
3. Dansk St. Leger

Én hoppe har vundet allet tre løb:
- Rossard, i 1983

### USA
I USA er de tre løb, der skal vindes for at modtage Triple Crown:
1. Kentucky Derby, løb på 1 1⁄4-mile (2,0 km) på Churchill Downs i Louisville, Kentucky
2. Preakness Stakes, løb på 1 3⁄16-mile (1,9 km) på Pimlico Race Course i Baltimore, Maryland
3. Belmont Stakes, løb på 1 1⁄2-mile (2,4 km) på (det længste løb i USA for fuldblodsheste) i Belmont Park i Elmont, New York, umiddelbart øst for New York City

| År   | Vinder           | Jockey             | Træner                 | Ejer                                                       | Opdrætter        |
| ---- | ---------------- | ------------------ | ---------------------- | ---------------------------------------------------------- | ---------------- |
| 1919 | Sir Barton       | Johnny Loftus      | H. Guy Bedwell         | J. K. L. Ross                                              | John E. Madden   |
| 1930 | Gallant Fox      | Earl Sande         | Jim Fitzsimmons        | Belair Stud                                                | Belair Stud      |
| 1935 | Omaha            | Willie Saunders    | Jim Fitzsimmons        | Belair Stud                                                | Belair Stud      |
| 1937 | War Admiral      | Charley Kurtsinger | George H. Conway       | Samuel D. Riddle                                           | Samuel D. Riddle |
| 1941 | Whirlaway        | Eddie Arcaro       | Ben A. Jones           | Calumet Farm                                               | Calumet Farm     |
| 1943 | Count Fleet      | Johnny Longden     | Don Cameron            | Fannie Hertz                                               | Fannie Hertz     |
| 1946 | Assault          | Warren Mehrtens    | Max Hirsch             | King Ranch                                                 | King Ranch       |
| 1948 | Citation         | Eddie Arcaro       | Horace A. Jones        | Calumet Farm                                               | Calumet Farm     |
| 1973 | Secretariat      | Ron Turcotte       | Lucien Laurin          | Meadow Stable                                              | Meadow Stud      |
| 1977 | Seattle Slew     | Jean Cruguet       | William H. Turner, Jr. | Mickey and Karen L. Taylor Tayhill Stable/Jim Hill, et al. | Ben S. Castleman |
| 1978 | Affirmed         | Steve Cauthen      | Laz Barrera            | Harbor View Farm                                           | Harbor View Farm |
| 2015 | American Pharoah | Victor Espinoza    | Bob Baffert            | Ahmed Zayat                                                | Zayat Stables    |
| 2018 | Justify          | Mike E Smith       | Bob Baffert            | WinStar Farm, et al.                                       | John D. Gunther  |

| Sport | Spire Denne artikel om sport er en spire som bør udbygges. Du er velkommen til at hjælpe Wikipedia ved at udvide den. |